# Monika Kuszyńska
Monika Kuszyńska (Łódź, 14 januari 1980) is een Poolse zangeres.

## Biografie
Kuszyńska begon haar muzikale carrière in 2000, toen ze lid werd van de Poolse band Varius Manx. Samen met de band bracht ze in 2001 haar eerste album uit. Op 28 mei 2006 raakte Kuszyńska samen met enkele bandleden betrokken in een zwaar auto-ongeval in Milicz. Hierdoor raakte ze permanent verlamd tot aan haar taille, waardoor ze sindsdien in een rolstoel zit. Ze zette haar zangcarrière wel voort.
In februari 2010 werd ze vervangen door Józefina Lubieniecka als leadzangeres van Varius Manx. Op 9 maart 2015 maakte de Poolse openbare omroep bekend dat ze Kuszyńska intern had geselecteerd om Polen te vertegenwoordigen op het Eurovisiesongfestival 2015. In de Oostenrijkse hoofdstad Wenen was ze te horen met het nummer In the name of love. Ze haalde er de finale en werd daarin 23ste op 27 deelnemers.
1994: Edyta Górniak · 
1995: Justyna Steczkowska · 
1996: Kasia Kowalska · 
1997: Anna Maria Jopek · 
1998: Sixteen · 
1999: Mietek Szcześniak · 
2001: Piasek · 
2003: Ich Troje · 
2004: Blue Café · 
2005: Ivan & Delfin · 
2006: Ich Troje · 
2007: The Jet Set · 
2008: Isis Gee · 
2009: Lidia Kopania · 
2010: Marcin Mroziński · 
2011: Magdalena Tul · 
2014: Donatan & Cleo · 
2015: Monika Kuszyńska · 
2016: Michał Szpak · 
2017: Kasia Moś · 
2018: Gromee feat. Lukas Meijer · 
2019: Tulia · 
2021: Rafał · 
2022: Ochman · 
2023: Blanka · 
2024: Luna · 
2025: Justyna Steczkowska
- International Standard Name Identifier: 0000 0001 2982 2903
- MusicBrainz: 3727cc1c-1878-432e-90eb-96f7b63a3263
- Virtual International Authority File: 300412179